# Thomas Claxton Fidler
Thomas Claxton Fidler (Newbury, Berkshire, 1841 – 29 de junho de 1917) foi um engenheiro civil britânico, notável por seu livro de 1887 sobre construção de pontes.

## Carreira
Sucessor de James Alfred Ewing, foi apontado em 1891 como professor da cátedra de engenharia e desenho da Universidade de Dundee. Seu livro Practical Treatise on Bridge-Construction (1887) teve cinco edições, com a terceira edição de 1901, quarta edição em 1909 e quinta edição em 1924. Aposentou-se como professor em 1909. Após a aposentadoria morou em Ventor, Ilha de Wight.
Fidler foi palestrante convidado do Congresso Internacional de Matemáticos em Roma (1908: On the application of mathematics to the theory of construction).

## Publicações selecionadas
- A practical treatise on bridge-construction. London: C. Griffin & Co. 1887
- Calculations in hydraulic engineering. Col: Longmans's Civil Engineering Series. vol. 1, 1898; vol. 2, 1902. London: Longmans, Green, & Co
- Civil engineering. London: Methuen. 1905